# San Luis (Argentinië)
San Luis is een plaats in het Argentijnse bestuurlijke gebied Juan Martín de Pueyrredón in de provincie San Luis. De plaats telt 153.322 inwoners, en is de hoofdplaats van de gelijknamige provincie.
De stad is sinds 1934 de zetel van het rooms-katholieke bisdom San Luis.

## Geboren
- Roberto Marcelo Levingston (1920–2015), president van Argentinië (1970–1971)
- Adolfo Rodríguez Saá (1947), president van Argentinië (2001)